# Masoarivo (Melaky)
Masoarivo is een plaats en commune in het westen van Madagaskar, behorend tot het district Antsalova, dat gelegen is in de regio Melaky. Tijdens een volkstelling in 2001 telde de plaats 7.572 inwoners.
De plaats biedt naast lager onderwijs ook middelbaar onderwijs aan. Bij de plaats bevindt zich een lokaal vliegveld en een rivierhaven. 54 % van de bevolking werkt als landbouwer, 23 % houdt zich bezig met veeteelt en 20 % verdient zijn brood als visser. Het belangrijkste landbouwproduct is rijst; andere belangrijke producten zijn bananen, kokosnoten, mais en maniok. Verder is 3% actief in de dienstensector.